# HMS Collingwood (1841)
 (mars 2024).
Si vous disposez d'ouvrages ou d'articles de référence ou si vous connaissez des sites web de qualité traitant du thème abordé ici, merci de compléter l'article en donnant les références utiles à sa vérifiabilité et en les liant à la section « Notes et références ».
Pour les autres navires du même nom, voir HMS Collingwood.
Le HMS Collingwood est un navire de ligne de 2e rang de la classe Vanguard.
Nommé d'après l'amiral Cuthbert Collingwood, le Collingwood est équipé d'une propulsion à hélices en 1867.
Le contre-amiral George Seymour y a servi alors qu'il commandait la Pacific Station.